# 圣经和合本修订版
圣经和合本修订版（英語：Revised Chinese Union Version，縮寫：RCUV）为一本针对和合本进行修订而成的中文圣经译本，由三十多位来自中国大陆、香港、台湾、马来西亚和新加坡等地的华人圣经学者耗时27年修订而成，于2010年完成修订工作并出版新旧约全书。该修订版秉承「不為修訂而修訂」及「盡量少改」的原则，忠於原文，力求保持和合本的风格，尽量保留信徒熟知的金句。

## 背景
圣经和合本于1919年译成，经过近百年的时间，已经成为华人基督教会使用最为广泛的圣经译本。但是，随着时代的变迁，一些汉语词汇和语法发生了很大变化，和合本的一些用字如今已成为罕用字，一些词汇的意思也已经发生转变。一些当时顺畅的用语，如今已经显得艰涩难懂。如和合本常用的「教训」一词，如今已具有较明显的负面含义，修订版改用「教导」更符合现代的用词；「游行」一词如今的意义也发生了变化，在现在大多指抗议者在街上行走而有负面含意，修订版改用「周遊」更为恰当。还有和合本一些用词是其他宗教的用语，如「作孽」是个佛教用语，因此修订改為「作惡」。另外，近几十年圣经考古学上也有诸多成果，如死海古卷的发现，对于圣经异文的诠释、古抄本和译本经文的理解上，学术界都取得了新的进展。故重新翻译圣经或对现有译本进行修订尤其必要。
但考虑到和合本译文符合信、达、雅的原则，译文优美典雅，在华人教会中流传甚广、影响甚深。和合本面世迄今，已有许多新中文译本出现，但都难以撼动和合本的地位。联合圣经公会于1983年在香港、台湾、新加坡等地进行有关对和合本进行修订工作的座谈会，与会人员大都认为有必要展开修订工作，故此，考虑对和合本进行修订，尽量少改，力求保留原译本的优点。2000年，联合圣经公会把《和合本》修订事工移交香港圣经公会负责及统筹。

## 修订中依据的原文版本
- 旧约：《斯图加特希伯来文圣经》第五版（Biblia Hebraica Stuttgartensia, 5th Edition）德国圣经公会1997年出版。
- 新约：《希腊文新约圣经》修订第四版（Greek New Testament, 4th Revised Edition）联合圣经公会1993年出版。
- 在修订中參考《死海古卷》、《七十士譯本》、《撒馬利亞五經》、《武加大譯本》、《敘利亞文譯本》、《他爾根/塔古姆》等。[4]

## 参与人员
旧约部分：原稿修訂員为梁望惠博士（台灣）、施尤禮博士（馬來西亞，聯合聖經公會亞太區翻譯顧問）。審閱員为周永健博士（香港中國神學研究院院長）、戴浩輝博士（基督教香港信義會監督兼信義宗神學院教授）、李熾昌博士（香港中文大學文化及宗教研究系教授）、曾宗盛博士（台灣神學院）、賴建國博士（台灣中華福音神學院院長）、周賢正大主教（聖公會東南亞議會大主教）及聯合聖經公會亞太區翻譯顾问、內地聖經學者。
新约部分：原稿修訂員为周聯華博士、駱維仁博士。審閱員为周天和牧師、吳繩武牧師、王之友牧師、吳迺恭牧師、吳羅瑜女士及聯合聖經公會翻譯顧問、內地聖經學者。
聯合聖經公會亞太區翻譯顧問包括尤垂然博士、洪放博士、黃錫木博士、施尤禮博士及美國聖經公會奈達學院的彭國瑋博士。
修订顾问则涵盖各神学院、机构、教会的教牧人员和信徒。中国基督教三自爱国运动委员会和中国基督教协会也派遣聖經學者參與该修订版的審閱工作。

## 出版工作

### 面世过程
- 2000年：完成新約初稿，並出版《四福音書》和《羅馬書》試用本。
- 2006年初：出版新约全书。
- 2007年底：出版新约全书（附诗箴）。
- 2010年：出版新旧约全书。[3]

2010年9月27日，香港聖經公會為和合本修订版圣经舉行奉獻禮，時任香港特别行政区行政长官曾蔭權、香港聖公會鄺保羅大主教主礼。
中国基督教两会亦授权出版了和合本修订版圣经的新约（附诗箴）和合本修订版、新标点和合本对照版及新旧约全书和合本修订版。

### 版面特点
每章有分段和段落小标题；若该段有其他经文可供参照，则加注脚注明。对于诗体的经文，进行准确断句，按诗体分行排列。对于经文有鉴别意见者，在经文处以方括号注明，并在注脚处说明鉴别意见。和合本修订版共有注脚旧约2000多个，新约530多个。每卷之前有简介，叙述該卷经文的写作背景、作者和提要。
附有德国圣经公会提供的彩色地图，包括《旧约时代的巴勒斯坦》、《新约时代的巴勒斯坦》、《古代近东（旧约时代）》、《保罗传道和往罗马旅程》等，均标记地势和坐标线，并附索引。黑白地图则有《古代世界》、《埃及和西奈》、《迦南分区》、《联合以色列王国》、《旧约时代的耶路撒冷》、《亚述帝国》、《耶稣时代的巴勒斯坦》、《巴勒斯坦和叙利亚》、《保罗第一次传道旅程》、《保罗第二次传道旅程》、《保罗第三次传道旅程》、《新约时代的耶路撒冷》，帮助读者了解地理概况。
书后有附录，包括《修改人名、地名对照表》、《度量衡表》和《词汇浅注》。

## 修订备注
和合本的《馬太福音》第5章第3节「虛心的人有福了，因為天國是他們的」，在初期版本中（例如一本1913年出版的新約全書）句尾原來附有雙行小注「虛心，原文作心裡貧窮」。此小注在最終定本中刪除了。在和合本修訂版中，此節改成「心靈貧窮的人有福了！因為天國是他們的。」
和合本修订版在修订時，因為其使用的 Nestle-Aland 希腊文新约，没有《马可福音》第16章第9-20節和《约翰福音》第7章第53節到第8章第11節，所以它只好将这两处经文保留，但在正文中或脚注里告诉读者经文是來自于后期有些古抄本的资料。
《馬太福音》第6章第13節主禱文中“因為國度、權柄、榮耀，全是你的， 直到永遠。阿們！”在古抄本中是沒有的，有可能是後期抄入的經文，但基於此金句為信徒們所熟悉背誦，加上修訂版是針對舊譯本之修訂，不宜大幅改動因此保留。
只有對文句明顯偏離原文處進行修訂，如《約翰福音》第3章16節，著名金句中「獨生子」改為「獨一的兒子」，因為原文的意思是獨特唯一，的確沒有「生」的意思，即使用和合本當年的底本也是同樣沒有「生」，所以就必須修改。

## 外部連結
- 和合本修訂版 網上聖經（页面存档备份，存于）
- 和合本修訂版的修訂原則及過程（页面存档备份，存于）
- 承傳《和合本》（页面存档备份，存于）
- 《和合本修訂版》（聖經．中文．翻譯） （页面存档备份，存于）